# 国鉄タキ18600形貨車
国鉄タキ18600形貨車（こくてつタキ18600がたかしゃ）とは、1970年（昭和45年）から製作された、日本国有鉄道（国鉄）に車籍を有した液化アンモニア専用の25 t 積私有貨車（タンク車）である。

## 概要
従前より液化アンモニア専用車として製作されてきたタサ4100形・タキ4100形の後継形式として、特に走行性能の改善に留意して開発された車両である。1970年（昭和45年）から1982年（昭和57年）の13年間に128両（オタキ18600 - オタキ18699, オタキ118600 - オタキ118627）が製作された。1987年（昭和62年）の国鉄分割民営化後は、日本貨物鉄道（JR貨物）が車籍を承継し、各地で使用された。

## 仕様・構造

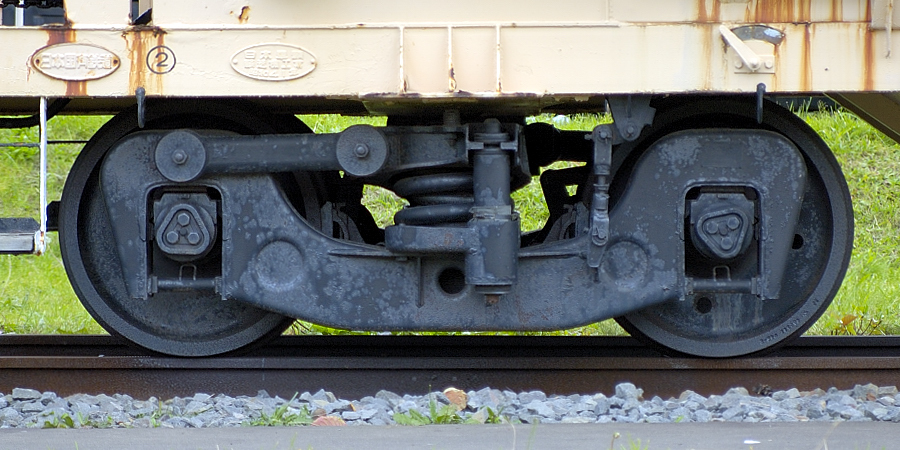
TR211形台車（ホキ2200形、小樽市総合博物館、2007年10月）

積荷の比重が小さいため、25 t の荷重でありながら実容積は 46.8 m3、車両全長は 17.7 m に達する。高圧で充填された液化ガスを輸送するため、タンク体は圧力容器として頑丈に作られ、保冷のためタンク外部に断熱材を充填し遮熱用の外板（ジャケット、キセ）を設ける。このため自重は一般のタンク車より増大し、 25.8 t に達する。外部塗色は高圧ガス保安法の区別規定に基づき、タンク体を白色に塗装する。積み下ろしはタンク体上にあるマンホールから行う。
台車は高圧ガスタンク車の走行性能改善に留意して開発された TR207B 形を用いた。製作が進むにつれ、軸受を密封コロ軸受に変更した TR211B 形、オイルダンパの設置方向を改善して走行安定性を向上した TR216B 形に改良されている。
ブレーキ装置は国鉄貨車が汎用的に装備する自動空気ブレーキで、自重が大きいため積空切替機構は装備しない。留置ブレーキは、初期車では足踏み式のブレーキテコを台枠側面に設け、後期車では台枠端部のデッキ上に回転ハンドル式の手ブレーキを設ける。
全長 17 m を超える大型車であり、車体側面の形式記号は小文字で補助符号 "オ" を付し、"オタキ" と標記される。このほか、積荷の性質を示す「化成品分類番号」が併記され、本形式は " 毒燃 (G) 26・3 " （高圧ガス・引火性・毒性あり）の標記が付される。

## 製作時期別詳説
本形式は 川崎重工業・日本車輌製造・富士重工業 の3社で製作されている。タキ35000形やタキ5450形で採り入れられた「標準設計方式」を採用し、メーカー間で基本仕様を統一したため、仕様の差異はタンク体外部のジャケット形状など僅かな箇所に留まる。
車両番号ごとの製作者・所有者の一覧を以下に示す。
| メーカー→ 所有者↓ | 川崎重工業                            | 日本車輌製造                                                                                               | 富士重工業                                                                      | 小計 |
| ----------------- | ------------------------------------- | --- | ------------------------------------------------------------------------------- | ---- |
| 日本化成          | オタキ18600 - オタキ18620 オタキ18635 | |                                                                                 | 22   |
| 宇部興産          | オタキ18636                           | オタキ18621                                                                                                |                                                                                 | 2    |
| 昭和電工          |                                       | オタキ18622 - オタキ18625                                                                                  |                                                                                 | 4    |
| 伊藤忠商事        | オタキ18637                           | オタキ18626 - オタキ18629 オタキ18638 - オタキ18639                                                        |                                                                                 | 7    |
| 安宅産業          | オタキ18630 - オタキ18634             | |                                                                                 | 5    |
| 日産化学工業      |                                       | | オタキ18640 - オタキ18644 オタキ18678 - オタキ18689 オタキ118612 - オタキ118614 | 20   |
| 三菱瓦斯化学      |                                       | オタキ18645 - オタキ18662 オタキ18697 - オタキ118611                                                       |                                                                                 | 33   |
| 日本陸運産業      |                                       | オタキ18663 - オタキ18677 オタキ18690 - オタキ18696 オタキ118615 ,オタキ118616 オタキ118618 - オタキ118627 |                                                                                 | 34   |
| 日本石油輸送      |                                       | オタキ118617                                                                                               |                                                                                 | 1    |
| 小計              | 29                                    | 79 | 20                                                                              | 128  |

※ 上記表のうち12両（オタキ18600 ,オタキ18601 ,オタキ18606 ,オタキ18607、オタキ18616 - オタキ18618 ,オタキ18620 ,オタキ18624 ,オタキ18630 ,オタキ18633 ,オタキ18634）は後年、日本陸運産業（現・NRS）に名義変更されたが、内3両（オタキ18617 ,オタキ18618 ,オタキ18624）は更に数年後に元の所有者に名義変更された。
※ 後年、日本車輌製造製の一部（日本陸運産業所有車）はタンク周囲の断熱材の劣化に伴い外板が更新され、富士重工業製車両に近い外観となった。

## 運用・現況
JR移行では115両が車籍を承継された。貨物列車の荷種別集約が進み、専用貨物列車としての運用が大半であり、車両数が1 - 3両程度の場合は他の貨車と連結されていることもあるが、化成品専用タンク車という特性から、機関車の次位または車列の末尾に連結される。
日本陸運産業所有車両では2005年（平成17年）以降、荷主である昭和電工の商標「ECOANN（エコアン）」マークのステッカーが貼付されていた。
1987年（昭和62年）4月の国鉄分割民営化時には115両がJR貨物に継承されたが、1995年（平成7年）度から淘汰が始まり、1995年（平成7年）度末時点では74両が現存していたが、以後も輸送体系の変化・初期車両の老朽化などで淘汰が進み、2009年（平成21年）度に形式消滅した。